# Narathura
Narathura är ett släkte av fjärilar. Narathura ingår i familjen juvelvingar.

## Dottertaxa tillNarathura, i alfabetisk ordning[1]
- Narathura acta
- Narathura adherbal
- Narathura admete
- Narathura agamemnon
- Narathura agesilaus
- Narathura aida
- Narathura alaconia
- Narathura alexandrae
- Narathura alica
- Narathura alitaeus
- Narathura aloana
- Narathura amphimuta
- Narathura andamanica
- Narathura ander
- Narathura anthea
- Narathura anthelus
- Narathura appianus
- Narathura araxes
- Narathura argentea
- Narathura aritai
- Narathura arsenius
- Narathura aruana
- Narathura asma
- Narathura athada
- Narathura auxesia
- Narathura avatha
- Narathura babsi
- Narathura bazaloides
- Narathura belphoebe
- Narathura bosnika
- Narathura catori
- Narathura centra
- Narathura chota
- Narathura cleander
- Narathura contra
- Narathura cupido
- Narathura curiosa
- Narathura davaona
- Narathura delta
- Narathura denta
- Narathura diluta
- Narathura dispar
- Narathura droa
- Narathura eichhorni
- Narathura everetti
- Narathura farquhari
- Narathura fracta
- Narathura fulla
- Narathura gander
- Narathura georgias
- Narathura gesa
- Narathura gloria
- Narathura grahami
- Narathura halma
- Narathura heliogabalus
- Narathura hercules
- Narathura herculina
- Narathura hilda
- Narathura hypomuta
- Narathura impar
- Narathura indra
- Narathura inornata
- Narathura intaca
- Narathura irma
- Narathura jabadia
- Narathura jobina
- Narathura johoreana
- Narathura jona
- Narathura kalima
- Narathura kempi
- Narathura kinabala
- Narathura kurzi
- Narathura lana
- Narathura lanka
- Narathura lata
- Narathura latimarginata
- Narathura leander
- Narathura leonidas
- Narathura leotodamas
- Narathura louisa
- Narathura majestatis
- Narathura major
- Narathura maranda
- Narathura matsutaroi
- Narathura maxwelli
- Narathura media
- Narathura meeki
- Narathura merguiana
- Narathura metamuta
- Narathura micale
- Narathura milleriana
- Narathura mindanensis
- Narathura minor
- Narathura mira
- Narathura mizunumai
- Narathura muta
- Narathura myrtha
- Narathura nakamotoi
- Narathura neva
- Narathura norda
- Narathura novae-guianae
- Narathura obina
- Narathura obscurata
- Narathura ophir
- Narathura overdijkinki
- Narathura panta
- Narathura pardenas
- Narathura pendleburyi
- Narathura phalaereus
- Narathura philander
- Narathura philippa
- Narathura plateni
- Narathura prasia
- Narathura pratti
- Narathura pryeri
- Narathura psama
- Narathura pseudomuta
- Narathura purpura
- Narathura quadra
- Narathura riuna
- Narathura salvia
- Narathura santa
- Narathura saturatior
- Narathura selama
- Narathura shigae
- Narathura soda
- Narathura sophrosyne
- Narathura sotades
- Narathura stymphelus
- Narathura styx
- Narathura subfasciata
- Narathura sudesta
- Narathura superba
- Narathura talauta
- Narathura tameanga
- Narathura tebaensis
- Narathura telephus
- Narathura unda
- Narathura waigoeensis
- Narathura valika
- Narathura wanda
- Narathura vandenberghi
- Narathura varro
- Narathura wildei
- Narathura wilemani
- Narathura zambra
- Narathura zilensis